# Авдиш Валерій Зедович
Валерій Зедович Авдиш (нар. 11 листопада 1950) — радянський футболіст ассирійського походження, захисник. По завершенні футбольної кар'єри — радянський та український арбітр.

## Кар'єра гравця
Футбольну кар'єру розпочав 1968 року в складі житомирського «Автомобіліст» (Ж). У 1970 році перейшов до рівненської «Горинь». Потім виступав за «Вулкан» (Петропавловськ-Камчатський). У 1975 році повернувся до «Автомобіліста», за який зіграв 23 матчі.
У 1976 році перейшов до івано-франківського «Спартака». Дебютував за «спартаківців» 8 квітня 1976 року в програному (0:1) виїзному поєдинку 1-о туру Першої ліги проти краснодарської «Кубані». Валерій вийшов на поле на 80-й хвилині, замінивши Володимира Мукомелова. Єдиним голом за івано-франківську команду відзначився 27 вересня 1977 року на 44-й хвилині переможного (2:1) домашнього поєдинку 32-о туру Першої ліги проти ленінградського «Динамо». Авдиш вийшов на поле в стартовому складі та відіграв увесь матч. У футболці «Спартака» в Першій лізі зіграв 75 матчів (1 гол), ще 3 поєдинки зіграв у кубку СРСР.
У 1978 році перейшов до «Таврії». Дебютував за сімферопольський клуб 9 квітня 1978 року в нічийному (2:2) домашньому поєдинку 1-о туру Першої ліги проти вільнюського «Жальгіріса». Валерій вийшов на поле в стартовому складі та відіграв увесь матч. У складі кримців відіграв три сезони, за цей час у Першій лізі СРСР зіграв 65 матчів, ще 11 поєдинків провів у кубку СРСР. По ходу сезону 1980 року перейшов до клубу «Турбіна» (Набережні Челни), за яку зіграв 22 матчі в Першій лізі. Сезон 1981 року розпочав в аматорському клубі «Метеор» (Сімферополь).
Проте же в розпал сезону повернувся до «Спартака», який змінив назву на «Прикарпаття». Дебютував за івано-франківську команду 25 травня 1981 року в програному (0:2) виїзному поєдинку 12-о туру Першої ліги проти воронезького «Факела». Авдиш вийшов на поле в стартовому складі та відіграв увесь матч. Дебютним голом за прикарпатців відзначився 24 вересня 1981 року на 60-й хвилині переможного (2:1) домашнього поєдинку 36-о туру Першої ліги проти воронезького «Факела». Валерій вийшов на поле в стартовому складі та відіграв увесь матч. До завершення сезону зіграв 34 матчі та відзначився 1 голом. Наступного сезону грав у «Прикарпатті» у Другій лізі (44 матчі, 1 гол), а по його завершенні закінчив кар'єру футболіста.

## Кар'єра арбітра
По завершенні кар'єри гравця розпочав суддівську діяльність. З 1987 року обслуговував матчі Другої ліги СРСР. Суддівський дебют — 10 вересня 1987, «Торпедо» (З) — «Зірка» (Кір) (1:1). З 1989 по 1991 рік обслуговував поєдинки Першої ліги СРСР та Кубку СРСР. Наприкінці існування СРСР залучався й до матчів Вищої ліги. У 1991 році отримав Всесоюзну категорію.
З 1992 року обслуговував поєдинки Вищої та Першої ліг чемпіонату України, а також матчі кубка України. З 1996 року — арбітр ФІФА (як лайнсмен). Того ж року обслуговував фінал кубку України між «Динамо» (Київ) та «Нивою» (Вінниця) (2:0). 2 червня 1996 року в Москві працював боковим арбітром під час товариського матчу Росія — Польща. Завершив суддівську кар'єру у 1998 році.

## Особисте життя
Брат — Зая Авдиш — також футболіст, згодом — футбольний тренер та функціонер. Син — Володимир — також намагався стати футболістом, проте в чемпіонатах України не зіграв жодного офіційного поєдинку, у сезоні 1997/98 року провів 1 поєдинок у футболці житомирського «Полісся».